# Haus Mark

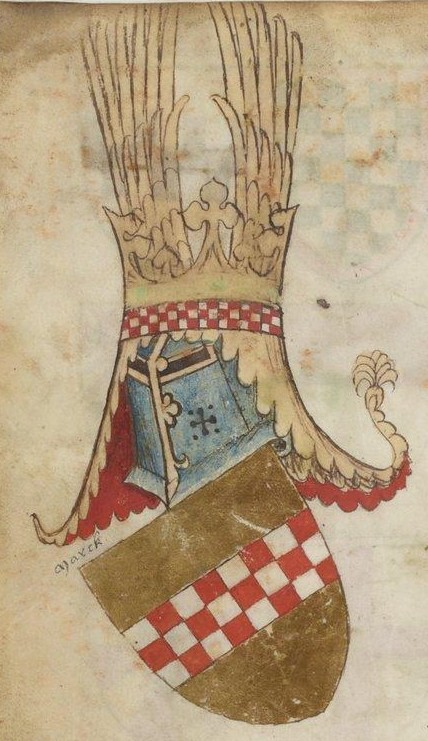
Stammwappen der Grafen von der Mark (Armorial Bellenville, 14. Jahrh.)

Wappen der Grafen von der Mark

Wappen der Grafschaft, der Grafen von der Mark, des Hauses Mark und bis heute der Stadt Hamm.

Wappen Fröndenberg der Grafschaft Mark, der Stadt Fröndenberg/Ruhr

Wappen der Grafen, bzw. der Herzöge von Kleve und Grafen von der Mark aus dem Haus Mark

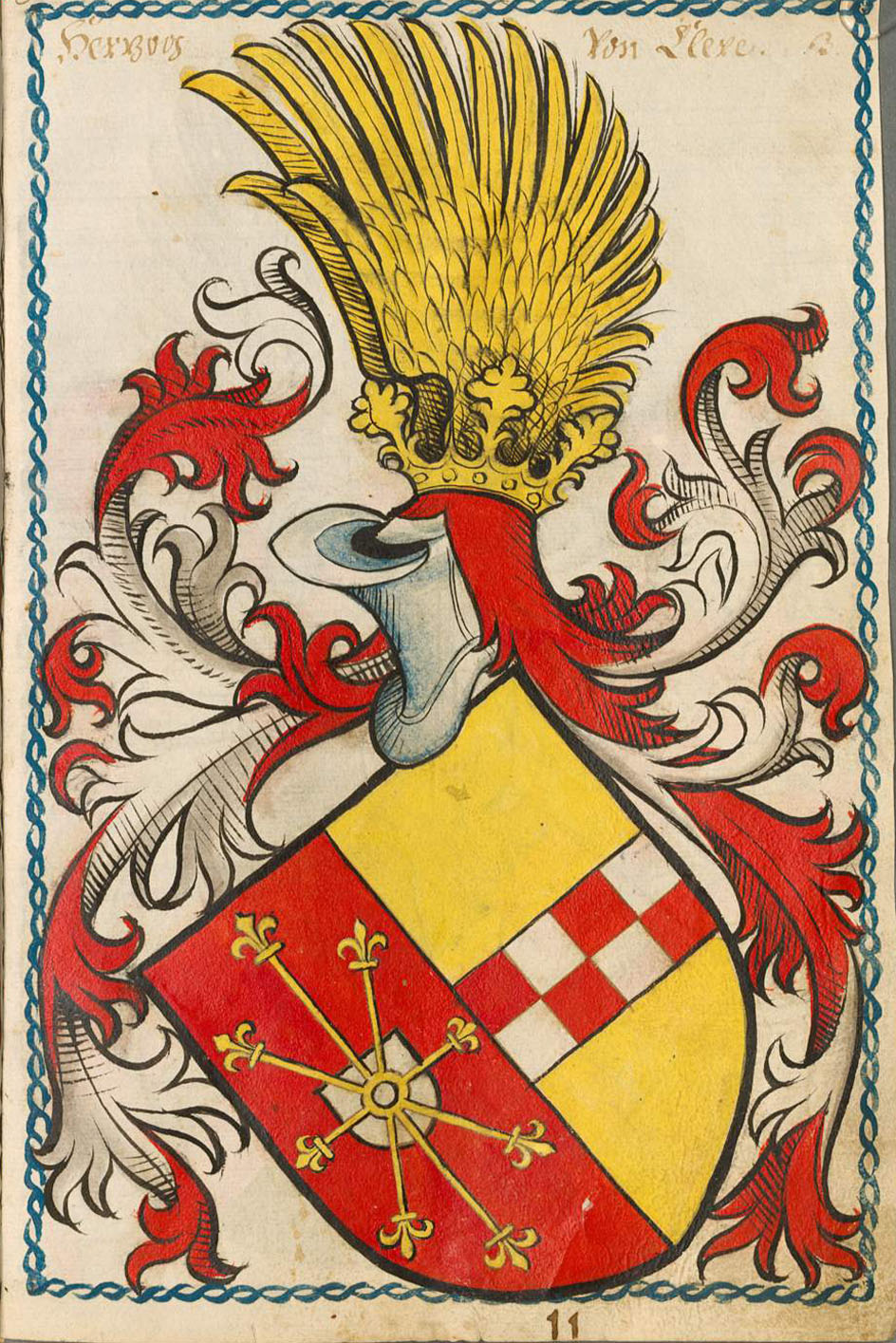
Wappen der in Märkischer Hand vereinigten Grafschaften Kleve und Mark. Später des Herzogtums Kleve und der Grafschaft Mark. Darstellung aus dem Scheiblerschen Wappenbuch 1450–1480.

Wappen der Grafen und Herzöge von Nevers aus dem Haus Mark

Wappen der Fürsten von Sedan aus dem Haus Mark

Wappen der Vereinigten Herzogtümer Jülich-Kleve-Berg zur Zeit der größten Machtausdehnung des Hauses Mark. Es zeigt die Wappen (oben links) der Herzogtümer Jülich, Geldern, Kleve und Berg über den Wappen der Grafschaften Mark, Zutphen und Ravensberg

Wappen der Anna von Kleve – aus dem Haus Mark – als Queen Consort von England

Das Haus Mark (auch Marck, vollständiger Name von der Mark) war ein deutsches Adelsgeschlecht und stellte Herren der Grafschaft Mark. Sie waren eine Seitenlinie der Grafen von Berg bzw. von deren Ableger, den Grafen von Altena-Berg. Die andere Seitenlinie der Grafen von Altena-Berg herrschte bis 1225/6 als Grafen von Hövel über die Grafschaft Hövel-Isenberg und ab 1242 als Grafen von Limburg über die Grafschaft Limburg. Das Geschlecht der Grafen von der Mark hat sich später in verschiedene Zweige aufgespalten. Neben der Stammlinie, den Grafen von der Mark, und später den Herzögen von Jülich, Kleve und Berg stellte das Geschlecht auch Linien des Hauses Arenberg, der Herzöge von Bouillon, Fürsten von Sedan und Herren von Lummen und der Grafen von Schleiden.

## Geschichte

### Grafen von der Mark
Die Grafen von der Mark gingen aus dem Geschlecht der Grafen von Altena hervor, die wiederum dem Geschlecht der Grafen von Berg entstammten. Erster bekannter Vertreter war Adolf I. von der Mark, der sich nach der Burg Mark nannte. Engelbert II. von der Mark († 1328) war mit der Erbin der Herrschaft Arenberg Mechthildis († 1348) verheiratet.
Aus der Ehe gingen zwei Linien hervor. Die eine war die Linie der Grafen von der Mark. Die andere war die Linie Arenberg. Daneben gab es noch Nachkommen in Form der Herzöge von Nevers und der Grafen von Rochefort.
Adolf II. von der Mark setzte die märkische Linie fort. Durch die Expansion des Hauses stellte diese schließlich auch die Herzöge von Jülich, Kleve und Berg. Diese Linie starb mit Johann Wilhelm von Jülich-Kleve-Berg 1609 aus.

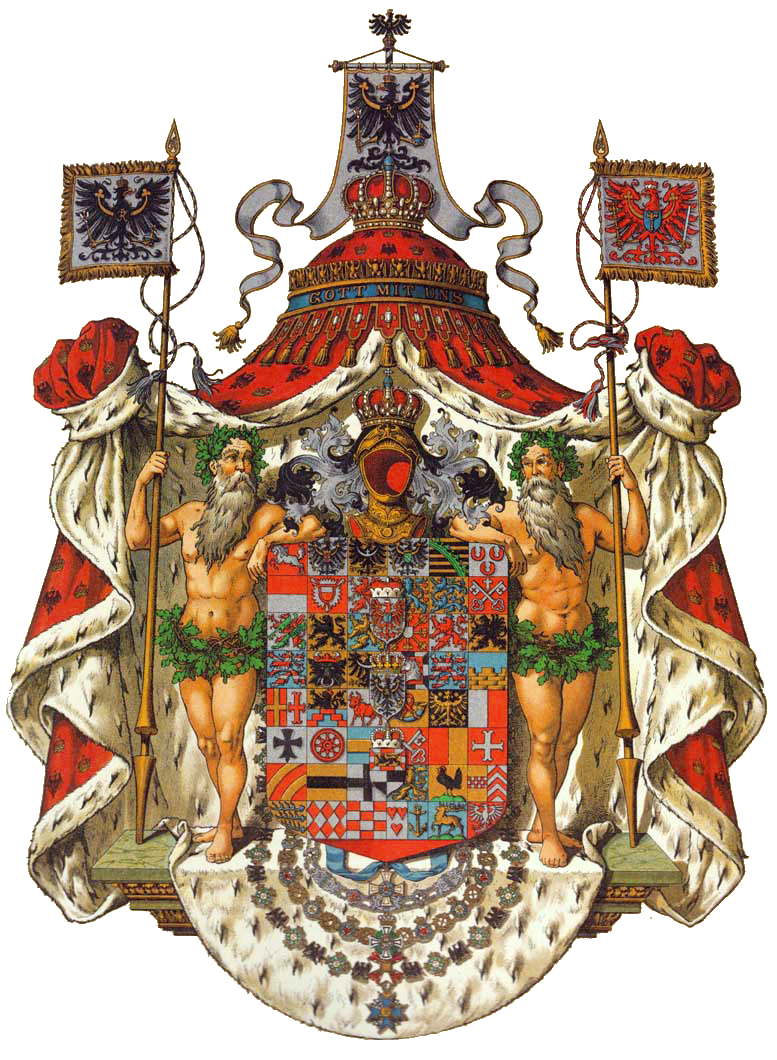
Preußisches, entsprechend Brandenburgisches Staatswappen
die Mark in der zweituntersten Zeile, zweites von rechts

Nach längerem Erbstreit kam die Grafschaft Mark 1666 endgültig an Brandenburg. Die brandenburgischen Kurfürsten führten diesen Grafentitel neben einem halben Hundert weiterer Titel. Außer gelegentlicher Erwähnung in staatsrechtlichen Verträgen oder bei der Grabinschrift hatte er keine besondere Bedeutung. Das Wappen der Grafschaft wurde mit einem halben Hundert Einzelwappen in das „Große Staatswappen“ aufgenommen.
1682 beanspruchte der Kurprinz Friedrich auch das Erbe an der Grafschaft Mark durch Aufnahme in die Serie des Wappensaals im Schloss Köpenick.
Als zwei illegitime Kinder des preußischen Königs Friedrich Wilhelm II. mit einem standesgemäßen Titel versorgt werden sollten, erinnerte man sich des Grafentitels:
- Marianne von der Mark
- Alexander von der Mark

### Linie Arenberg

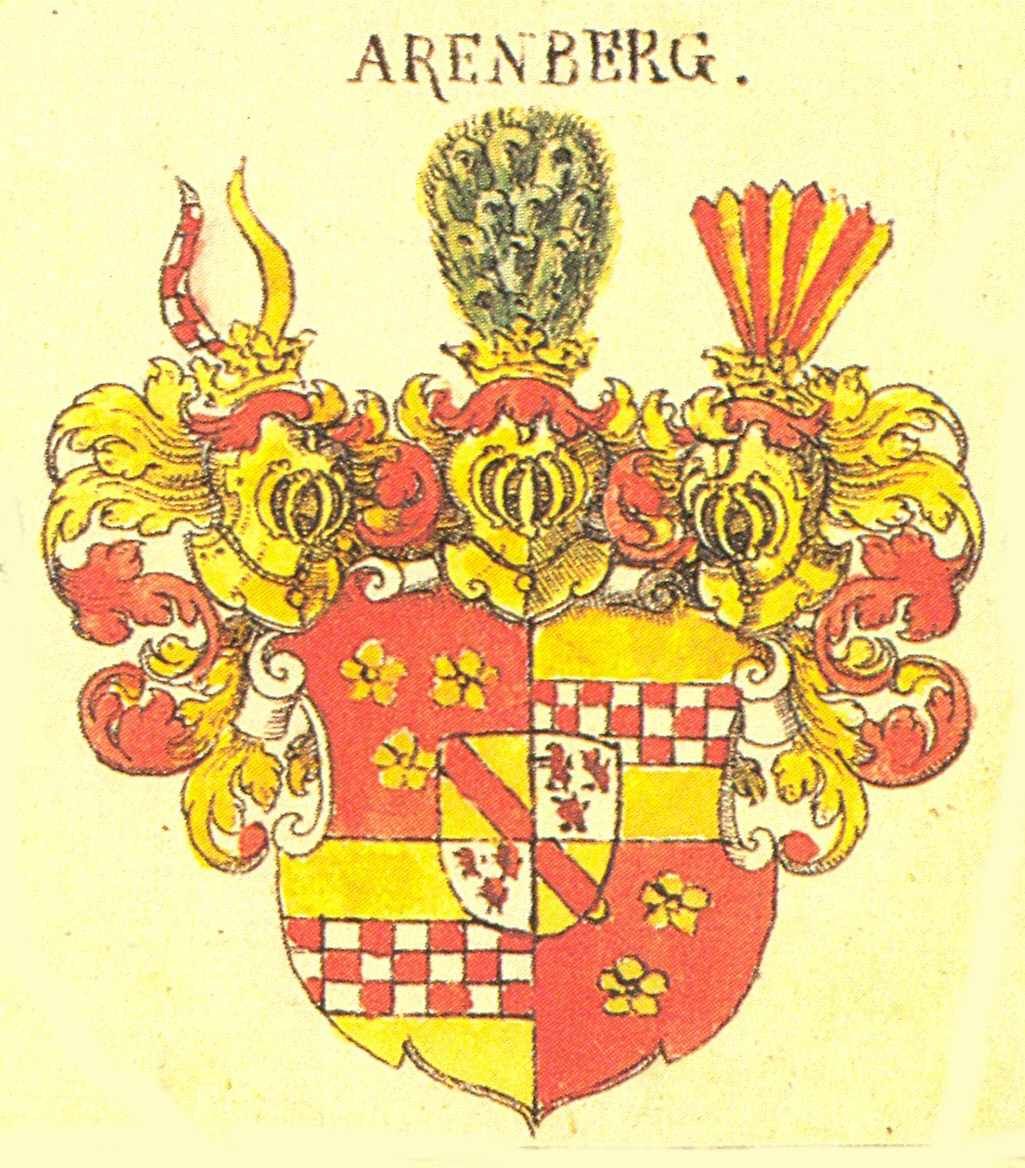
Wappen des Hauses Marck-Arenberg. Darstellung aus Johann Siebmachers Wappenbuch

Eberhard I. wurde zum Stifter der Linie Arenberg. Durch die drei Söhne von Johann von Arenberg († 1470), einem Enkel Eberhards, hat sich diese Linie erneut gespalten. Dies waren die Linien Arenberg, Sedan und Lummen.
Eberhard II. († 1496) setzte die Arenbergische Linie fort. Diese starb mit Robert III. im Mannesstamm aus. Der Besitz fiel nun an dessen Schwester Margaretha von der Marck-Arenberg, die Johann von Ligne heiratete. Das Paar wurde zum Begründer einer neuen Linie von Arenberg.

### Linie Herren von Sedan/Herzogtum Bouillon
Robert I. de La Marck († 1487 oder 1489) begründete die Linie der Herren von Sedan. Er war gleichzeitig Gouverneur des Herzogtums Bouillon. Robert II. de La Marck wurde „Teufel der Ardennen“ genannt. Robert III. de La Marck († 1536) war Marschall von Frankreich. Auch Robert IV. de La Marck war Marschall von Frankreich und wurde zum Herzog von Bouillon erhoben. Henri-Robert de La Marck musste einen Großteil des Herzogtums abtreten und nannte sich Fürst von Sedan. Durch die Heirat von Charlotte de La Marck († 1594) fiel das Herzogtum an das Haus La Tour d’Auvergne.

### Linie der Herren von Lummen
Der Begründer der Linie Lummen im heutigen Belgien war Wilhelm I. von der Mark († 1483), der wegen seiner Grausamkeit „Eber der Ardennen“ genannt wurde. Sein Nachkomme Wilhelm II. war ein Anführer der Geusen und starb 1578 durch Gift. Der zweite war Philipp († 1613) verheiratet mit einer Tochter des Grafen Dietrich von Manderscheid-Schleiden. Der Sohn Ernst († 1654) war Erbe von Schleiden und Saffenburg. Ein Nachkomme war Ludwig Engelbert († 1773). Dessen Erbtochter Luise Margarethe war mit Karl Maria Raimund, Herzog von Aremberg († 1778) verheiratet. Durch diesen fiel das Herrschaftsgebiet der Linie an das Haus Aremberg.

## Wappen
- Das Stammwappen zeigt in Gold einen von Rot und Weiß in drei Reihen geschachten Querbalken. Auf dem gekrönten Helm mit rot-goldenen Decken ein wie der Schild bezeichneter offener Flug.
- Gräfliches Haus Mark/Marck Schild geviert: 1 und 4 in Gold ein aus drei roten und silbernen Schachreihen bestehender Querbalken.

## Stammlinien

### Grafen von Berg
siehe auch Berg (bergisches Grafengeschlecht), Herzogtum Berg.
1. Adolf II. von Berg (ca. * 1095; † 1170) ⚭ (I) Adelheid von Arnsberg, Tochter des Grafen Heinrich von Rietberg; ⚭ (II) Irmgard von Wasserburg, Tochter des Engelbert von Schwarzenberg
  1. (I) Adolf († 1148) vor Damaskus
  2. (II) Engelbert I. von Berg (* 1160; † 1189) ⚭ Margarete von Geldern, Tochter des Grafen Heinrich II.
    1. (II) Adolf III. von Berg († 1218), ⚭ Bertha von Sayn
      1. Irmgard von Berg ⚭ Heinrich IV. von Limburg (* ca. 1200; † 1246)
        1. Adolf IV. von Berg (* 1220; † 1259) ⚭ Margarete von Hochstaden (* vor 1214; † 1314)
          1. Engelbert, Propst von Köln
          2. Konrad I. von Berg, Bischof von Münster (1306–1310) († 25. Mai 1313)
          3. Walram, Propst zu Köln
          4. Wilhelm von Berg († 1308) ⚭ Irmgard von Kleve († 1319)
          5. Adolf V. von Berg († 1296), ⚭ Elisabeth von Geldern
          6. Irmgard von Berg (* 1255; † 1294) ⚭ Eberhard I. von der Mark
          7. Heinrich von Berg, Herr zu Windeck († 1295) ⚭ Agnes von Altena, Tochter des Grafen Engelbert von der Mark
            1. Kunigunde Abtissin zu Essen und Gerresheim († um 1355)
            2. Adolf VI. von Berg († 1348)
            3. Elisabeth
            4. Walram Graf von Blankenburg († 1295)
            5. Heinrich Domherr zu Köln († 1307)
            6. Margarete († 1339)
            7. Otto IV. von Ravensberg Graf zu Vlotho († 1328)

        2. Walram V., Herzog von Limburg († 1279) ⚭ (I) Jutta (Judith) von Kleve, ⚭ (II) Kunigunde von Brandenburg. Sein Sohn (mit Jutta von Kleve) verstarb vor seiner Mutter.

    2. Engelbert I. von Köln (* ca. 1185; † 1225), Erzbischof von Köln

  3. Eberhard I. von Berg-Altena († 1180)
    1. Adolf von Altena (* 1157; † 1220), Erzbischof von Köln
    2. Arnold von Altena (* 1150; † 1209), Errichter der Isenburg, ⚭ Mechtild zu Styrum
      1. Graf Eberhard II. von Altena und Isenberg († 1209)
      2. Friedrich von Isenberg (* ca. 1193; † 1226) ⚭ Sophie von Limburg
        1. Dietrich von Altena-Isenberg (* um 1215; † 1301) ⚭ Adelheid von Sayn, Begründer der Linie der Grafen von Limburg-Isenburg
        2. Friedrich von Altena (1243 urkundlich verbrieft)
        3. Agnes von Altena ⚭ Burchard Steke von Bruch (Broich)
        4. Sophie von Altena, ⚭ Heinrich von Volmestein
        5. Elisabeth von Altena ⚭ Dietrich von Mörs
        6. namentlich unbekannte Tochter ⚭ Johann I. von Sponheim und Sayn

      3. Dietrich von Isenberg († 1226), Bischof von Münster
      4. Engelbert von Isenberg, Bischof von Osnabrück († 1250)
      5. Philipp von Altena, Priester in Köln († 1264/1266)
      6. Bruno von Isenberg, Bischof von Osnabrück († 1258)
      7. Gottfried von Altena, Priester in Münster († 1246)
      8. Adolf von Holte († 1260) ⚭ Elisabeth von Arnsberg († nach 1260)
        1. Heinrich von Holte, Prior in Köln (erwähnt 1261, 1289)
        2. Arnold von Holte, Priester (erwähnt 1266)
        3. Wilhelm von Holte, Priester (erwähnt 1281)
        4. Mechthild von Holte, Erbin von Holte und Morenhoven († 1304) ⚭ Gerhard von Arberg, Burggraf von Köln († 1267)
        5. Heilwig (erwähnt 1237, 1246) ⚭ Willem I. van Horne († nach 1264)
        6. Christina (erwähnt 1257) ⚭ Alberto Schalle

      9. Wilhelm von Isenberg
        1. Wilhelm (erwähnt 1275) ⚭ Christina (Name ansonsten nicht bekannt)

      10. eine namentlich unbekannte Tochter ⚭ Hermann von Altena

    3. Friedrich von Berg-Altena († 1198)
      1. Adolf I. von der Mark († 1249), Begründer der Linie der Grafen von der Mark ⚭ (I) Lutgardis, möglicherweise Tochter des Gerhard von Looz, ⚭ (II) Irmgard von Geldern († nach 1230), s. u. Nachfahren von Adolf I.
        1. Eberhard von Altena († 1241) ⚭ Matilde (Name ansonsten nicht bekannt)
          1. Namentlich unbekannte Tochter, erwähnt 1243.

        2. Gerhard von Altena, Bischof von Münster († 1272)
        3. Graf Otto von Altena († 1269) ⚭ Ermgard von Holte
        4. Graf Engelbert I. von der Mark († 1277 bei Bredevoort, begraben bei Cappenberg) ⚭ (I) Kunigunde von Bliescastel, ⚭ (II) Elisabeth von Falkenburg
        5. Richarda, erwähnt 1270 ⚭ Graf Otto von Dale

      2. Friedrich (III.) von Altena (erstmals 1199 nachgewiesen; 1222 letztmals urkundlich erwähnt; Westfälisches Urkundenbuch VII 216)

    4. Tochter Oda († 1224) ⚭ Simon von Tecklenburg

  4. Friedrich II. von Berg (* um 1120; † 1158), Erzbischof von Köln
  5. Bruno III. von Berg (* um 1155; † um 1200), Erzbischof von Köln
  6. Arnold Bischof von Osnabrück (1173–1190; † 1190), vermutlich Mitglied des gräflichen Hauses Altena
2. Everhard von Berg (* ca. 1080; † ca. 1150), Abt des Klosters Georgenthal
3. Bruno II. von Berg (* um 1100; † 1137), Erzbischof von Köln
4. Gisela ⚭ Sizzo III., Graf von Schwarzburg († 1160)

### Grafen von der Mark

#### Nachfahren von Adolf I.
1. Adolf I. von der Mark († 1249), Herrscher der Mark, ⚭ (I) Lutgardis, möglicherweise Tochter des Gerhard von Looz, ⚭ (II) Irmgard von Geldern († nach 1230)
  1. Eberhard von Altena († 1241) ⚭ Matilde (Name ansonsten unbekannt)
  2. Engelbert I. von der Mark († 1277), Herrscher der Mark, ⚭ (I) Kunigunde von Blieskastel, ⚭ (II) Elisabeth von Falkenburg
    1. Eberhard I. von der Mark († 1308), Herrscher der Mark, ⚭ (I) Irmgard von Berg-Limburg, ⚭ (II) Marie von Looz
      1. Engelbert II. von der Mark (* 1274; † 1328), Herrscher der Mark, ⚭ Mechtilde von Aremberg
        1. Adolf II. von der Mark († um 1347), Herrscher der Mark, ⚭ (I) Irmgard von Kleve, ⚭ (II) Margarete von Kleve
          1. Engelbert III. von der Mark (* 1330; † 1391), Herrscher der Mark
          2. Adolf III. von der Mark (* um 1334; † 1394), Herrscher der Mark, Bischof von Münster, Erzbischof von Köln, Graf von Kleve, ⚭ Margarete von Jülich
            1. Adolf II. (Kleve-Mark) (* 1373; † 1448), Herrscher der Mark, ⚭ Maria von Burgund s. u. Nachfahren von Adolf IV.
            2. Dietrich II. von der Mark (* 1374; † 1398), Herrscher der Mark
            3. Gerhard von Mark zu Hamm (* 1387; † 1461), Herrscher der Mark
            4. Heinrich von Kleve, jung verstorben
            5. Walter von Kleve, jung verstorben
            6. Johann von Kleve, jung verstorben
            7. Wilhelm von Kleve, jung verstorben
            8. Margarete von Kleve († 1411) ⚭ 1394 Herzog Albrecht I. von Bayern-Straubing (* 25. Juli 1362, † 13. Dezember 1404)
            9. Mynta Elisabeth von Kleve ⚭ (I) nach 1393 Reinold von Falkenburg († 1396), ⚭ (II) 1401 mit Herzog Stefan III. von Bayern-Ingolstadt (* um 1337, † 26. September 1413)
            10. Johanna von Kleve, Äbtissin von Hörde
            11. Engelberta von Kleve († 1458) ⚭ Graf Friedrich III. von Mörs und Saarwerden († 1448)
            12. Jutta von Kleve, jung verstorben
            13. Katharina von Kleve († 1459)
            14. Irmgard von Kleve

          3. Dietrich I. von der Mark (* 1336; 1406), Domherr; im Jahr 1389 wurde er zum Bischof von Lüttich gewählt. Er nahm die Wahl aber nicht an.
          4. Eberhard von der Mark, Priester in Münster
          5. Mechtild von der Mark ⚭ Eberhard von Isenburg-Grenzau
          6. Margaret von der Mark († 1409) ⚭ 1357 Graf Johann I. von Nassau-Dillenburg († 1416)
          7. Elisabeth, ⚭ vor 1361 Gumprecht von Heppendorf

        2. Engelbert III. von der Mark (Köln) (* 1304; † 25. August 1368), Erzbischof von Köln
        3. Eberhard I. von der Marck-Arenberg († 1387), ⚭ 1351 Marie von Looz († 1400), Stammvater des Adelsgeschlechts von Arenberg. s. u. Nachfahren von Eberhard I.
        4. Matilda von der Mark († vor 1327) ⚭ Gottfried III. von Sayn († 1327)
        5. Irmgard von der Mark († 1360) ⚭ Otto I. zur Lippe († 1360)
        6. Katharina von der Mark († 1360), 1337 bis 1360 Äbtissin des Stifts Essen
        7. Maraget von der Mark, Äbtissin von Münster
        8. Richardis von der Mark († nach dem 28. Februar 1384) ⚭ vor dem 16. Oktober 1344 Bernhard V. zur Lippe († 1364/65)

      2. Adolf II. von der Mark (Lüttich) (* 1288; † 1344) Bischof von Lüttich
      3. Konrad von der Mark († 1353) ⚭ Elisabeth von Kleve
      4. Margaret von der Mark ⚭ Graf Gerhard von Katzenelnbogen
      5. Irmgard von der Mark
      6. Katherine von der Mark, Äbtissin von Fröndenberg (* ca. 1293)
      7. Kunigunde von der Mark († nach dem 25. Februar 1343) ⚭ 1320 Dietrich II. von Looz und Chiny († 1361)
      8. Engelbert von der Mark, Herr zu Loverval, nachgewiesen 1329/1362 ⚭ Isabelle von Hamal (Haus Hamal)
        1. Engelbert von der Mark, Herr zu Vogelsang, Loverval und Walhain († 1422), ⚭ Marie de Seraing
        2. Johann von der Mark († 1387)
        3. Elisabeth von der Mark († nach 1420) ⚭ Gerard de Bastogne, Burggraf von Durbuy

      9. Johanna von der Mark († nach 1358) ⚭ Philipp von Wildenberg
      10. Richarda von der Mark ⚭ Johann von Reifferscheid

    2. Agnes von der Mark ⚭ Heinrich von Berg und Windeck
    3. Richarda ⚭ Graf Otto III. von Tecklenburg († 1285)
    4. Sofie von der Mark ⚭ Ludwig von Ziegenhain
    5. Gerhard von der Mark Herr zu Reckheim († nach 1344) ⚭ Elizabeth de Dommartin
      1. Isabelle, ⚭ Bertrand de Liers († 1391)

    6. Matilda (Mechthild) von der Mark ⚭ Florenz Berthout de Malines (Herr zu Mechelen)
    7. Adelaide (Adelheid) von der Mark ⚭ Herzog Otto von Kleve
    8. unehelicher Sohn: Engelbert gt Franz, Abt von Amay († 1330)

  3. Otto von Altena († 1262 bzw. 1269), Propst in Aachen und Maastricht, seit der Erbteilung 1249 Graf von Altena
  4. Gerhard von der Mark (* 1220; † 1272), Bischof von Münster
  5. Richarda, Äbtissin des Klosters Fröndenberg

#### Nachfahren von Adolf IV.
1. Adolf II. (Kleve-Mark) (* 1373; † 1448), Herrscher der Mark, 1417–1448 Herzog von Kleve ⚭ (I) Agnes (* 1379; † 1401), Tochter von Kurfürst Ruprecht III. von der Pfalz, ⚭ (II) 1406 Maria von Burgund (* 1393; † 1463)
  1. Johann I. (Kleve-Mark) (* 14. Januar 1419; † 5. September 1481), Herrscher der Mark, Herzog von Kleve (1449–1481) ⚭ 22. April 1455 Elizabeth de Nevers (* 1439; † 21. Juni 1483)
    1. Johann II. (Kleve-Mark) „der Kindermacher“ (* 13. April 1458; 15. März 1521), Herrscher der Mark, ⚭ 3. November 1489 Matilda von Hessen (* 1. Juli 1473; † 19. Februar 1505)
      1. Johann (Jülich-Kleve-Berg) (* 1490; † 1539), Herrscher der Mark, kraft Klever Union Herzog von Jülich und Berg 1511, Herzog von Kleve 1521, Herzog von Jülich-Kleve-Berg (1524–1539), ⚭ Maria von Jülich und Berg (* 1491, † 1543)
        1. Sibylle (1512–1554) ⚭ Johann Friedrich I., Kurfürst von Sachsen (* 1503, † 1554)
        2. Anna (22. September 1515 – 16. Juli 1557), begraben in Westminster Abbey ⚭ Greenwich am 6. Januar 1540 Heinrich VIII., König von England (* 28. Juni 1491; † 18. Februar 1547)
        3. Wilhelm V. „der Reiche“ (28. Juli 1516 – 5. Januar 1592), Herrscher der Mark, Herzog von Jülich, Kleve und Berg (1539–1552) ⚭ (I) Jeanne d’Albret (1528–1572), Nichte des französischen Königs (Haus Albret), ⚭ (II) Maria von Habsburg (* 15. Mai 1531, † 11. Dezember 1581)
          1. (II) Marie Eleonore von Kleve (25. Juni 1550 – 1608) ⚭ 1573 Albrecht Friedrich von Preußen (29. April 1553 – 27. August 1618)
          2. (II) Anna von Kleve (1. März 1552 – 1632) ⚭ 1574 Pfalzgraf Philipp Ludwig von Neuburg (2. Oktober 1547 – 22. August 1614)
          3. (II) Magdalene (1553–1633) ⚭ 1579 Pfalzgraf Johann I. von Zweibrücken (1550 – 12. August 1604)
          4. (II) Karl Friedrich (1555–1575)
          5. (II) Elisabeth (1556–1561)
          6. (II) Sibylle ⚭ 1601 mit Markgraf Karl von Burgau (1560–1618)
          7. (II) Johann Wilhelm (1562–1609), Herrscher der Mark, Bischof von Münster, Herzog von Kleve und Berg (1592–1609) ⚭ (I) Jakobe von Baden (Cousine von Ernst von Bayern) (1558–1597), ⚭ (II) Antonia von Lothringen (1568–1610)

        4. Amalia von Kleve (1517–1586)

      2. Adolf von Kleve, Priester in Lüttich (* 1498, † 1525)
      3. Anne von Kleve (* 1495; † 1467) ⚭ 1518, Philipp Graf von Waldeck-Eisenberg (* 1486, † 1539)

    2. Adolf von Kleve, Priester in Lüttich (* 1461, † 1498)
    3. Engelbert von Kleve-Nevers, Graf von Nevers und Eu (* 26. September 1462, † 21. November 1506) ⚭ 23. Februar 1489 Charlotte de Bourbon (* 1474, † 14. Dezember 1520)
      1. Engelbert von Kleve († 1491)
      2. Charles de Clèves, Graf von Nevers, Eu und Rethel († 1521) ⚭ 15. Januar 1504 mit Marie d’Albret (* 25. März 1491; † 27. Oktober 1549), Gräfin von Rethel (Haus Albret)
        1. François I. de Clèves, Herzog von Nevers, Graf von Eu und Rethel (seit 1539) (* 1516; † 1561); ⚭ Louvre, seit 1538 mit Marguerite de Bourbon (* 1516; † 1559)
          1. François II. de Clèves, Herzog von Nevers, Graf von Eu und Rethel (* 1540; † 1562); ⚭ 1561 Anne de Bourbon-Montpensier (* 1540; † 1572)
          2. Jacques de Clèves, Herzog von Nevers, Graf von Eu und Rethel (seit 1563) (* 1544; † 1564); ⚭ 1558 Diana von der Mark
          3. Henri de Clèves, Graf von Eu, jung verstorben
          4. Henriette de Clèves, Herzogin von Nevers, Gräfin von Eu und Rethel (seit 1564) (* 1542; † 1601); ⚭ 4. März 1565 Luigi Gonzaga (* 22. Oktober 1539; † 23. Oktober 1595). Mit dieser Ehe gingen Nevers, Eu und Rethel an das Haus Gonzaga.
          5. Catherine de Clèves, Gräfin von Eu (* 1548; † Paris 11. Mai 1633) ⚭ (I) 4. Oktober 1560 Antoine de Croy, Fürst von Pocien († 5. Mai 1567); ⚭ (II) Paris 4. Oktober 1570 Herzog Henri I. de Guise (* 31. Dezember 1550; † 23. Dezember 1588)
          6. Marie de Clèves, Gräfin von Beaufort (* 1553; † 1574), ⚭ 1572 Prinz Henri de Condé (* 1552; † 1588)

      3. Louis, Graf von Auxerre († 1545) ⚭ ca. 1542 mit Catherine d’Amboise († 1549)
      4. François von Kleve-Nevers, Prior von St. Eloi in Paris († 1545)

    4. Dietrich von Kleve (* 1464)
    5. Philipp von Kleve, Bischof von Nevers, Amiens and Autin (* 1467; † 1505)
    6. Marie von Kleve (* 1465, † 1513)

  2. Adolf von Kleve, Herr von Ravenstein (* 1425, † 1492) ⚭ (I) Beatriz de Coimbra [Portugal] († 1462); (II) Brügge 1470 Anne († 1508), uneheliche Tochter von Herzog Philipp dem Guten von Burgund
    1. (I) Philipp von Kleve-Ravenstein, Brigadegeneral von Flandern (* 1456; † 1528) ⚭ 1485 Françoise von Luxemburg-St. Pol († 1523)
    2. (I) Louise von Kleve (* 1457)

  3. Engelbert von Kleve (*/† 1433)
  4. Margarete von Kleve (* 24. Februar 1416; † in Stuttgart 20. Mai 1444) ⚭ (I) 1433 Herzog Wilhelm III. von Bayern († 1435); ⚭ (II) Stuttgart am 29. Januar 1441 Herzog Ulrich V. von Württemberg (* 1413; † 1. September 1480)
  5. Katharina von Kleve (* 25. Mai 1417; † 10. Februar 1476) ⚭ 26. Januar 1430 Arnold von Egmond, Herzog von Geldern (* 1410; † 23. Februar 1473)
  6. Elisabeth von Kleve (* 1. Oktober 1420; † 1488) ⚭ 15. Juli 1434 Graf Heinrich XXVI. von Schwarzburg-Blankenberg (* 23. Oktober 1418; † 26. November 1488)
  7. Agnes von Kleve (* 1422; † 1448) ⚭ 1440 Carlos von Aragon, Fürst von Viana (* 1421; † 1461)
  8. Helene von Kleve (* 1423, † 1471) ⚭ 1436 Herzog Heinrich von Braunschweig-Wolfenbüttel (* 1411; † 1473)
  9. Marie von Kleve (* 1426, † 1487) ⚭ 1441 Herzog Charles d’Orléans (* 1391; † 1465)
  10. Anne von Kleve (* 1432), jung verstorben

#### Nachfahren von Eberhard I.
1. Eberhard I. von der Marck-Arenberg († 1387) ⚭ 1351 Marie von Looz († 1400), Stammvater des Adelsgeschlechts von Arenberg.
  1. Eberhard II. von der Marck
    1. Jean de La Marck († 1480) ⚭ Anna von Virneburg
      1. Robert I. de La Marck († 1489)
        1. Robert II. de La Marck (* 1468; † 1536), Marschall von Bouillon und Fürst von Sedan
          1. Robert III. de La Marck (* 1492/93; † 1536), Graf und Marschall
            1. Robert IV. de La Marck (* 1512, † 1556), Graf und Marschall
              1. Henri-Robert de La Marck (* 1539; † 1574), Herzog von Bouillon und Fürst von Sedan, ⚭ 1559 Françoise de Bourbon, Tochter Louis’ III. de Bourbon, Herzog von Montpensier
                1. Guillaume Robert de La Marck (* 1563; † 1588), Herzog von Bouillon und Fürst von Sedan
                2. Charlotte de La Marck (* 1574; † 1594), Herzogin von Bouillon und Fürstin von Sedan; ⚭ 1591 Henri de La Tour d’Auvergne, duc de Bouillon, nach dem Tod ihres Bruders Erbin des Herzogtums, das so an das Haus La Tour d’Auvergne fiel

              2. Charles Robert de La Marck (* 1541; † 1622), Graf von Maulévrier und Braine
                1. Henri Robert de La Marck (* 1575; † 1652), Graf von Braine
                2. Louis de La Marck († 1626), Marquis de Mauny
                3. Anne de La Marck, Graf von Braine

        2. Erard de La Marck (* 1472; † 1538), Kardinal und Fürstbischof von Lüttich

      2. Eberhard von der Marck († 1498)
      3. Wilhelm I. von der Mark (* 1446; † 1483), niederländischer Edelmann
        1. Johann I. von der Mark in Lummen († 1519)
          1. Johann II. von der Mark in Lummen († 1552)
            1. Wilhelm II. von der Mark (* 1542; † 1578) Baron von Lummen, Gouverneur von Holland
            2. Philipp von der Marck (* 1548; † 1613), Baron von Lummen
              1. Ernst von der Marck (* 1590; † 1654)
                1. Johann Friedrich von der Marck (1617; † 1674), Graf von Schleiden
                2. Franz Anton von der Marck, (* 1640/41; † 1680), Graf von Schleiden
                  1. Johann Berthold Franz von der Marck (* 1672; † 1697)
                  2. Ludwig Peter von der Marck (* 1674; † 1750), französischer Generalleutnant, Diplomat und Gouverneur von Cambrai
                    1. Louis Engelbert von der Marck (* 1701; † 1773)

                  3. Julius August von der Marck (* 1680; † 1753), Gouverneur von Jülich, kaiserlicher Generalfeldzeugmeister

        2. Wilhelm d. J. († 1516), Seigneur de Montbazon (uxor nomine); ⚭ Renée du Fou, Dame de Montbazon, Tochter von Jean du Fou, Witwe von Louis III. de Rohan, Seigneur de Guéméné (Haus Rohan)
          1. René; ⚭ (1) Amé von Saarbrücken, Comte de Roucy, Comte de Braine, † 1525; ⚭ (2) Charles de Croy, Comte de Seneghem (Haus Croy)
          2. Anna; ⚭ Jean de Rambures, Comte de Guînes
          3. Françoise; ⚭ Joachim de Hangest († 1557)
          4. (unehelich, Mutter unbekannt) Guillaume bâtard de La Marck, 1534 Écuyer in der Écurie des Königs Franz I. von Frankreich
            1. (unehelich, Mutter unbekannt) Françoise de La Marck († 1577, ermordet von ihrem Ehemann); ⚭ René de Villequier († 1590) Gouverneur von Paris